# Wuhan
Wuhan (武漢T, 武汉S, WǔhànP, /u'han/) è una città sub-provinciale della Cina, capoluogo e città più popolosa della provincia di Hubei. Posta alla confluenza del fiume Azzurro e del fiume Han, negli anni '20 la città fu capitale del governo nazionalista di sinistra di Wang Jingwei, in opposizione a quello di Chiang Kai-shek. Qui ebbe origine l'epidemia da SARS-CoV-2, nel 2019.

## Geografia fisica

### Territorio
La città è posta alla confluenza del fiume Han nel fiume Azzurro e presenta un terreno pianeggiante nell'area centro-settentrionale e collinare nell'area meridionale.
L'area metropolitana è composta da tre centri: Wuchang, Hankou e Hanyang; le tre aree sono divise dai due fiumi e sono collegate attraverso numerosi ponti.

### Clima
Secondo la classificazione dei climi di Köppen, Wuhan appartiene alla fascia Cfa, ossia il clima temperato umido con estate calda.
| Mese                       | Mesi  | Mesi  | Mesi | Mesi  | Mesi  | Mesi  | Mesi  | Mesi  | Mesi | Mesi | Mesi | Mesi  | Stagioni | Stagioni | Stagioni | Stagioni | Anno    |
| Mese                       | Gen   | Feb   | Mar  | Apr   | Mag   | Giu   | Lug   | Ago   | Set  | Ott  | Nov  | Dic   | Inv      | Pri      | Est      | Aut      | Anno    |
| -------------------------- | ----- | ----- | ---- | ----- | ----- | ----- | ----- | ----- | ---- | ---- | ---- | ----- | -------- | -------- | -------- | -------- | ------- |
| T. media (°C)              | 4     | 6,6   | 10,9 | 17,4  | 22,6  | 26,2  | 29,1  | 28,4  | 24,1 | 18,2 | 11,9 | 6,2   | 5,6      | 17,0     | 27,9     | 18,1     | 17,1    |
| T. max. assoluta (°C)      | 25,4  | 29,1  | 32,4 | 35,1  | 36,1  | 37,8  | 39,7  | 39,6  | 37,6 | 34,4 | 30,4 | 23,3  | 29,1     | 36,1     | 39,7     | 37,6     | 39,7    |
| T. min. assoluta (°C)      | −18,1 | −14,8 | −5,0 | −0,3  | 7,2   | 13,0  | 17,3  | 16,4  | 10,1 | 1,3  | −7,1 | −10,1 | −18,1    | −5,0     | 13,0     | −7,1     | −18,1   |
| Precipitazioni (mm)        | 48,7  | 65,5  | 91,0 | 135,7 | 166,8 | 218,2 | 228,1 | 117,5 | 74,0 | 80,9 | 60,0 | 29,6  | 143,8    | 393,5    | 563,8    | 214,9    | 1 316,0 |
| Umidità relativa media (%) | 76    | 75    | 76   | 75    | 74    | 77    | 77    | 77    | 75   | 76   | 75   | 73    | 74,7     | 75       | 77       | 75,3     | 75,5    |

## Origini del nome
Il toponimo Wuhan deriva dall'unione delle prime sillabe di Wuchang ("Wu") e di Hankou e Hanyang ("han").

## Storia
L'area fu colonizzata più di 3 000 anni fa. Durante la dinastia Han, Hanyang divenne un porto abbastanza trafficato. Nel III secolo furono costruite mura per proteggere Hanyang (206) e Wuchang (223).
Nel 223 fu costruita la pagoda della Gru Gialla (黄鹤楼) su una sponda del Fiume Azzurro. Cui Hao, un poeta celebrato durante la dinastia Tang, visitò la costruzione nella prima metà dell'VIII secolo; il suo poema fece la costruzione la più celebrata nella Cina meridionale. La città fu a lungo famosa come centro per le arti (specialmente per la poesia) e per gli studi intellettuali. Sotto il governo mongolo (dinastia Yuan), Wuchang fu promossa fra le quattro città cinesi per commercio.
Nel tardo XIX secolo le ferrovie furono estese sull'asse nord-sud attraverso la città, che dopo divenne un importante nodo di trasporti fra i traffici ferroviari e fluviali. A quel tempo le potenze straniere ottenevano concessioni mercantili e la sponda del fiume a Hankou fu divisa in varie concessioni straniere. Questi distretti contenevano uffici di scambio, magazzini e impianti portuali.
Nel 1911 i sostenitori di Sun Yat-sen lanciarono la rivolta di Wuchang nell'omonima città oggi parte di Wuhan, che portò al collasso della Dinastia Qing e alla creazione della Repubblica di Cina. Wuhan era la capitale di un Governo di sinistra del Kuomintang, fondato a seguito del colpo di Wuhan, del 1927, e retto da Wang Jingwei in opposizione al Governo di Nanchino di Chiang Kai-shek durante gli ultimi anni '20.
Nel 1938 a Wuhan e nelle aree circostanti si svolse la battaglia di Wuhan, uno dei maggiori e più sanguinosi conflitti nella seconda guerra sino-giapponese. Dopo essere stata presa dai giapponesi nel 1938, Wuhan divenne uno dei più importanti centri militari per le operazioni nella Cina del sud. Nel dicembre del 1944 la città fu in parte distrutta da un raid da parte della Quattordicesima Forza Aerea degli Stati Uniti d'America.
Con la conquista del potere da parte del Partito comunista cinese (1949), Wuhan ha beneficiato di importanti investimenti che lo hanno reso uno dei principali centri dell'industria pesante cinese. Con una capacità produttiva di 3,5 milioni di tonnellate all'anno, in cinque anni la città riceve 136,92 miliardi di yuan di investimenti, pari al 28,6% dell'importo totale speso per il primo piano quinquennale cinese (1953–1957); nel 1955 a questo scopo furono mobilitati 50 000 lavoratori per la costruzione di 12 forni da coke, tre altiforni e sei forni Martin. Anche le industrie meccaniche e chimiche cittadine furono costruite in quel periodo, mentre altri importanti investimenti riguardarono la produzione di macchine utensili, di impianti di caldaie, la centrale termoelettrica di Qingshan e la costruzione del primo ponte sul fiume Yangsi, che consente il transito di veicoli stradali e treni (1957) da Pechino a Canton. Più di dieci istituti di istruzione superiore, tra cui la famosa Università della Scienza e della Tecnologia di Huazhong, furono fondati in quel periodo. Wuhan diventa un importante centro dell'industria pesante e della ricerca in Cina. Questo sviluppo economico è accompagnato dalla costruzione di grandi complessi abitativi per i lavoratori domestici, come i 58 edifici del complesso Shazitang (7 000 abitanti), costruito nel 1959.
A partire dal 1965, i funzionari della pianificazione centralizzata cinese decisero di concentrare gli investimenti principalmente su piccole e medie città nelle regioni montane a scopi militari. A causa della mancanza di capitali, lo sviluppo della città rallentò bruscamente e, durante la rivoluzione culturale (1966–1976), il tenore di vita crollò; ciò provocò un blocco sulla costruzione di condomini e tensioni politiche (culminate nel cosiddetto incidente di Wuhan del 20 luglio 1967 quando gli inviati da Pechino a Wuhan furono arrestati dalle autorità locali). Nel 1975, le dodici zone industriali create nella città metropolitana impiegavano 279 000 persone e, nel 1981, Wuhan era diventato il quarto centro industriale cinese dopo Shanghai , Pechino e Tianjin.
La riforma economica cinese propiziata da Deng Xiaoping permette a Wuhan di aprirsi al mondo. La città è una delle città pioniere che beneficiano del nuovo sistema di pianificazione semplificata del 1984, in cui le autorità municipali sono responsabili solo verso le autorità centrali. Per attrarre investitori stranieri, le autorità politiche di Wuhan proposero di creare la nuova zona di sviluppo ad alta tecnologia di Donghu chiamata anche China Optics Valley (1984) e la zona di sviluppo economico e tecnologico a Zuankou (1985); le autorità centrali cinesi, però, all'epoca avevano privilegiato le zone economiche situate nelle regioni costiere (Shenzhen). Pertanto a Pechino il consiglio di stato accordò il suo consenso solo nel 1990; la costruzione e la promozione delle due zone ebbe inizio nel 1993, con l'obiettivo di sviluppare poli economici lungo il fiume Yangzi: ciò aprì nuove prospettive a Wuhan, che lanciò nuove zone di sviluppo e costruì infrastrutture di trasporto pesanti come il porto commerciale di Qingshan e l'aeroporto internazionale di Yangzi e Tianhe. Dal 2000, la città – che in precedenza si era espansa in base a fattori geografici (lungo i fiumi e le strade principali, vicino ai distretti centrali) tenendo conto delle suddivisioni amministrative (distretti) e dei requisiti dei piani – non si estende più in orizzontale ma in verticale.
Poiché Wuhan è la città principale delle sei province centrali – Anhui, Jiangxi, Henan, Hubei, Hunan e Shanxi – il Ministero del Commercio ha lanciato nel 2009 la campagna Go Inland: orientata verso le società cinesi e straniere, essa mirava a concentrare la maggior parte dell'attività manifatturiera in questo centro regionale, che rappresenta quindi il 28% della popolazione e il 20% del PIL. A partire dagli anni 2000, come tutte le principali città cinesi, Wuhan moltiplica le infrastrutture che facilitano il trasporto con la creazione di una rete di linee metropolitane (Template:339 di binari e tre milioni di passeggeri al giorno nel 2019), la costruzione di un nuovo aeroporto (24 milioni di passeggeri nel 2018) e, nel 2009, di una stazione destinata a ricevere i treni ad alta velocità (che ora la mettono a 4 ore da Canton, Hong Kong e Pechino). La città è un grande centro accademico, che comprende diverse università e centri di ricerca di portata nazionale.
Nel gennaio 2020 Wuhan è divenuta nota per la diffusione di un'epidemia di un nuovo ceppo di coronavirus che determina l'origine di una malattia denominata COVID-19, i cui effetti sono simili a quelli di SARS e MERS. Dopo aver contagiato più di 2 000 000 persone in tutta la Cina, uccidendone 87 468, il virus si è diffuso in tutto il mondo causando una pandemia.

## Monumenti e luoghi d'interesse

### Architetture religiose

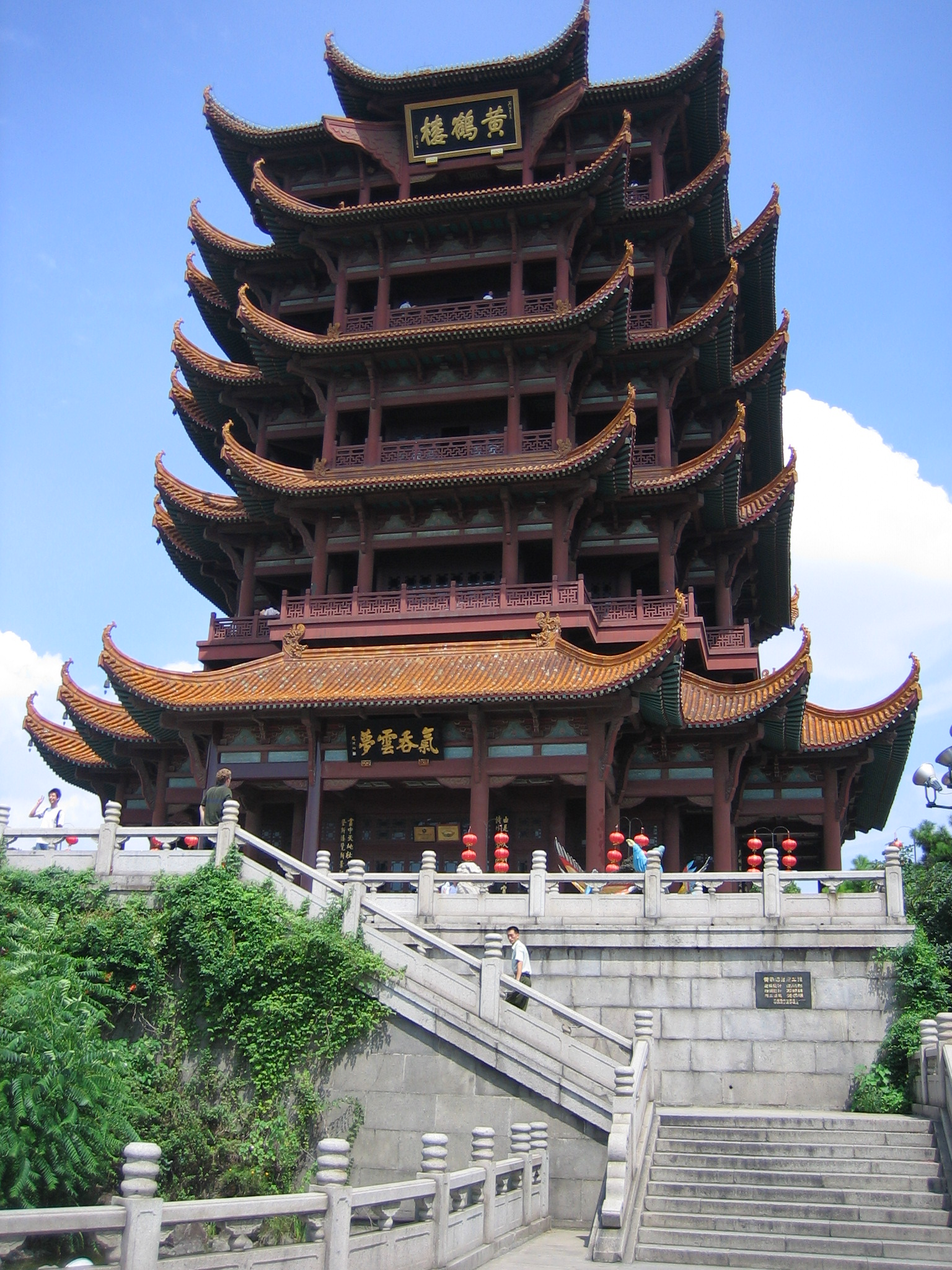
Pagoda della Gru Gialla

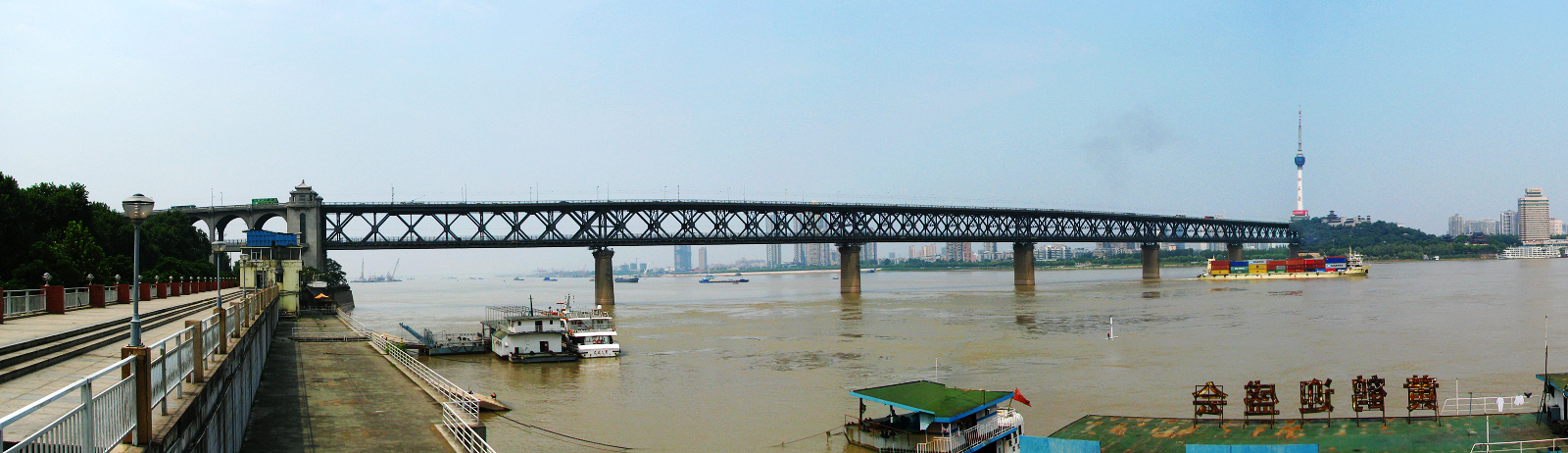
Il Ponte di Wuhan

- Pagoda della Gru Gialla: sita nel distretto di Wuchang, si tratta della ricostruzione di un monumento di 1 700 anni fa, innalzato per ricordare un immortale che fece una visita lampo al monte in groppa ad una gru gialla. Quella odierna risale al 1985.
- Pagoda Wuying: sempre sita nel distretto di Wuchang, è l'edificio più antico rimasto in piedi della città e risale originariamente al VI secolo. La struttura attuale è frutto di una ricostruzione operata nel 1270.

### Architetture civili
- Jiali Plaza: grattacielo alto 251 metri, costruito principalmente in vetro. Conta 57 piani, ed è adibito a ufficio.
- Minsheng Bank Building: grattacielo alto 331,3 metri, annoverato tra i grattacieli più alti del mondo.
- Wuhan World Trade Tower: grattacielo alto 273 metri. Adibito a ufficio, conta 60 piani.
- Wuhan Greenland Center: grattacielo in costruzione alto 472 metri. L'inaugurazione è prevista per il 2022.
- Galleria di Wuhan: completato nel 2008, è la prima galleria di Wuhan ad essere stata costruita al di sotto del Fiume Azzurro

#### Ponti
- Ponte Wuhan Junshan: ponte strallato inaugurato nel 2001.
- Ponte Baishazhou: ponte strallato aperto al traffico nel 2000.
- Ponte Yangsigang: aperto al traffico l'8 ottobre 2019, con la sua campata da 1700 metri al momento dell'inaugurazione è il secondo ponte sospeso più lungo al mondo, dietro al ponte dello stretto di Akashi in Giappone.
- Ponte Yingwuzhou (o dell'Isola dei pappagalli): inaugurato nel 2014, è uno dei ponti sospesi a doppia campata più lunghi al mondo.
- Ponte di Wuhan: conosciuto anche come "primo ponte di Wuhan" e completato nel 1957, è stato il primo ponte sul Fiume Azzurro a essere costruito nella città e uno dei primi dell'intero corso d'acqua.
- Secondo ponte di Wuhan: completato nel 1995, è il secondo dei ponti cittadini sul fiume.
- Ponte Erqi: inaugurato nel 2011, è il ponte strallato con doppia campata più lunga al mondo (616 metri x 2).
- Ponte di Tianxingzhou: ponte a uso combinato stradale e ferroviario inaugurato nel 2009.
- Ponte Yangluo: ponte sospeso inaugurato nel 2007.
- Ponte di Qingshan.[5]
- Ponte Qingchuan: imponente ponte ad arco che attraversa il Fiume Han.

## Infrastrutture e trasporti

### Ferrovie

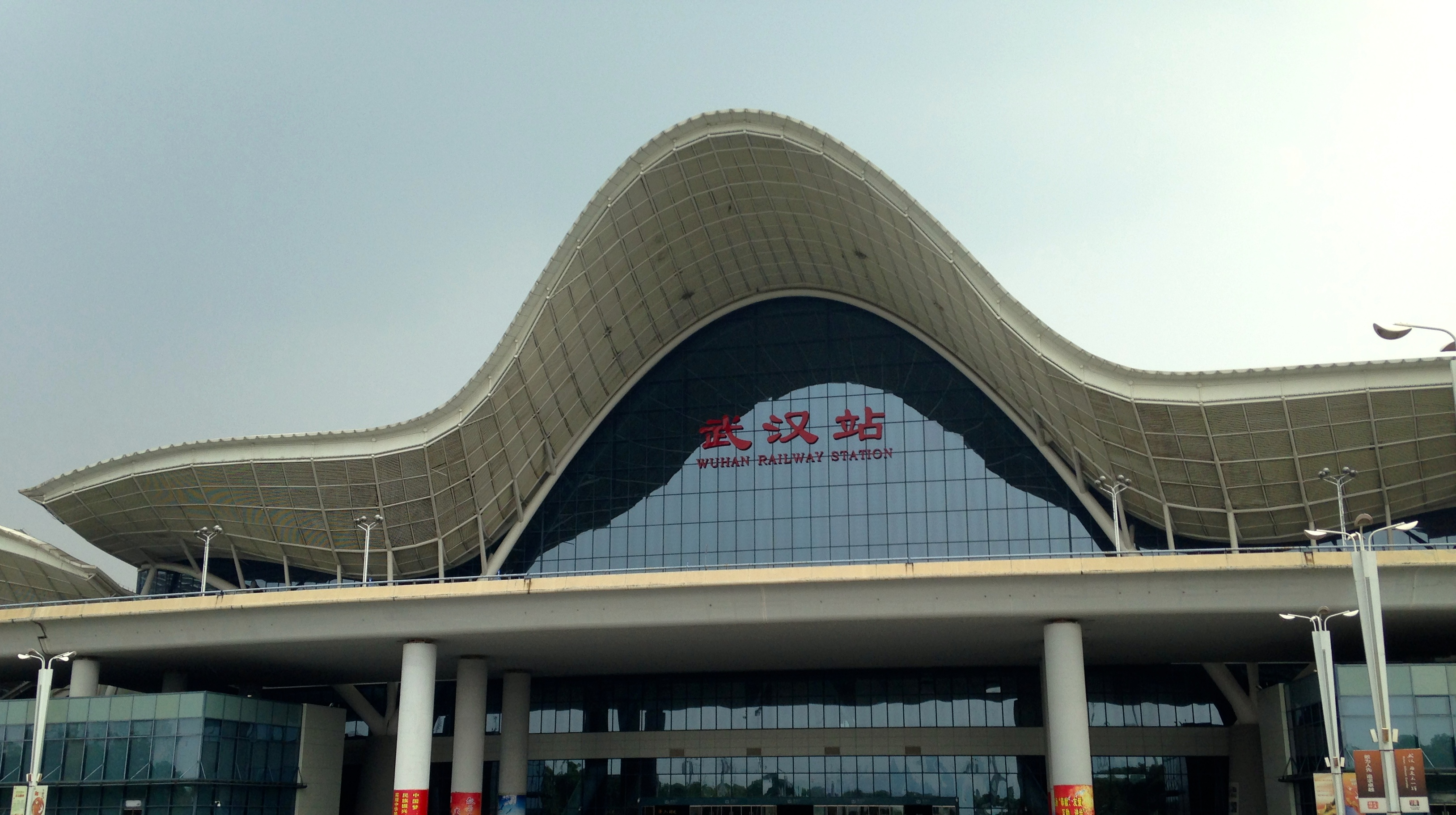
La stazione di Wuhan

La città serve da capolinea della ferrovia ad alta velocità Wuhan-Canton, inaugurata nel 2009, che termina nell'omonima stazione. Altre linee ferroviarie che terminano in città sono le linee ad alta velocità Wuhan-Shijiazhuang e Wuhan-Jiujiang.

### Aeroporti
Wuhan è servita dal principale aeroporto della provincia, l'aeroporto Internazionale di Wuhan Tianhe, situato nel distretto di Huangpi, a circa 26 km a nord del centro di Wuhan, e inaugurato nel 1995 in sostituzione dei due precedenti aeroporti: Wuhan Wangjiadun, chiuso nel 2007, e Wuhan Nanhu, chiuso nel 1995.
Sono presenti inoltre due aeroporti minori, di cui uno in costruzione: l'aeroporto municipale Hannan e l'aeroporto municipale Caidian.

### Mobilità urbana

Mappa della metropolitana

La città è servita da una fitta rete metropolitana dotata di 12 linee: linea 1, linea 2, linea 3, linea 4, linea 5, linea 6, linea 7, linea 8, linea 11, linea 16, linea 19 e linea 21 (o linea Yangluo). Sono in costruzione inoltre altre cinque linee: la linea 3-2, la linea 6-3 ,la linea 10 ,la linea 11-3 e la linea 12.

## Amministrazione

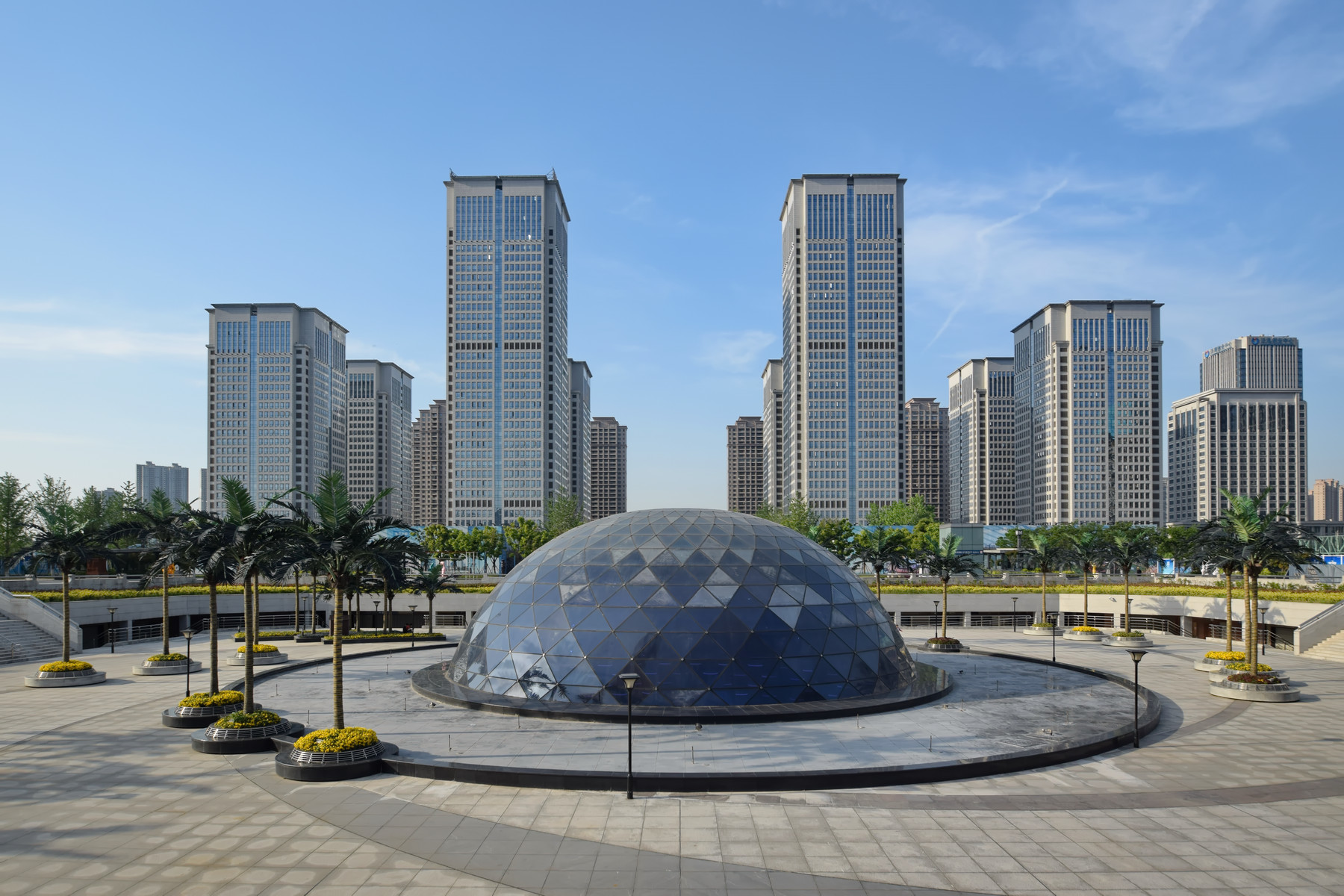
Quartiere moderno a Wuhan

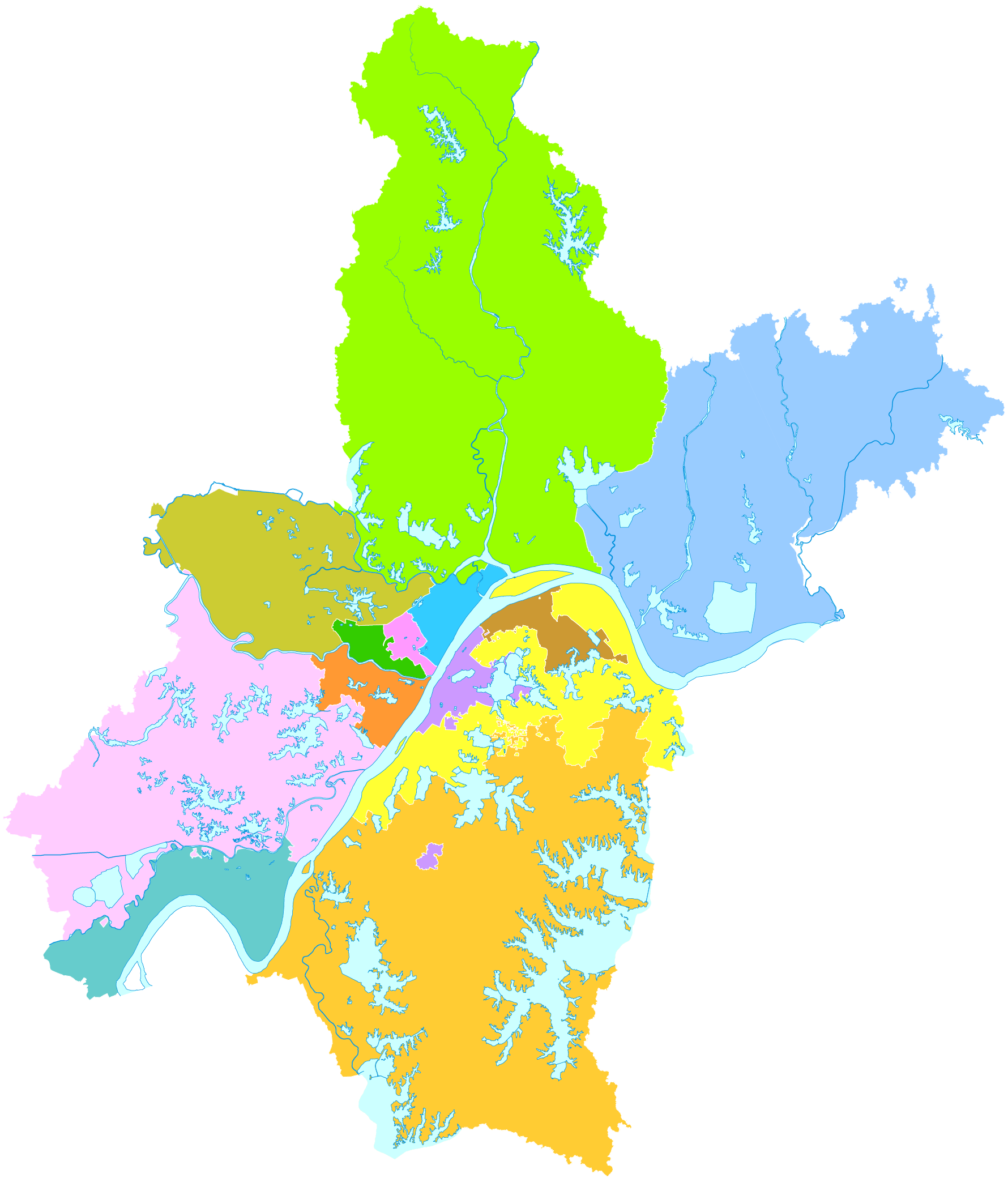
Mappa dei distretti di Wuhan

### Suddivisioni amministrative
- Distretto di Jiang'an
- Distretto di Jianghan
- Distretto di Qiaokou
- Distretto di Hanyang
- Distretto di Wuchang
- Distretto di Qingshan
- Distretto di Hongshan
- Distretto di Dongxihu
- Distretto di Hannan
- Distretto di Caidian
- Distretto di Jiangxia
- Distretto di Huangpi
- Distretto di Xinzhou

### Gemellaggi
- Ōita, dal 1979
- Pittsburgh, dal 1982
- Duisburg, dal 1982
- Manchester, dal 1986
- Galați, dal 1987[7]
- Kiev, dal 1990
- Khartum, dal 1995
- Győr, dal 1995
- Bordeaux, dal 1998
- Arnhem, dal 1999
- Cheongju, dal 2000
- Sankt Pölten, dal 2005
- Christchurch, dal 2006
- Markham, dal 2006
- Borlänge, dal 2007
- Kópavogur, dal 2008
- Ashdod, dal 2011
- Dipartimento dell'Essonne, dal 2012
- Smirne, dal 2013
- Tijuana, dal 2013
- Saratov, dal 2015
- Concepción, dal 2016
- Biškek, dal 2016
- Calcide, dal 2017
- Iževsk, dal 2017
- Swansea, dal 2018
- Entebbe, dal 2018
- Bangkok, dal 2018

## Sport

### Calcio
Le principali squadre di calcio della città sono il Wuhan ed il Wuhan Three Towns.